# 玄吉彦
玄 吉彦（Hyun Kil Un、ヒョン・ギロン、1940年2月17日 - 2020年3月10日）は、韓国の小説家。済州市出身。

## 略歴
1940年2月17日、済州市に生まれる。1979年、『現代文学』に『성 무너지는 소리（城が崩れる音）』、『급장선거（級長選挙）』が推薦され、文壇デビューした。済州島という地方の特殊性を通じて分断された民族の普遍的悲劇を形象化した『용마의 꿈（竜馬の夢）』、理念の戦いによる傷を治癒する努力を描いた『닳아지는 세월（すり減る歳月）』、ある家族の話を通じて愛という名で全ての過ちは許されるのかを問う『벌거벗은 순례자（丸裸の巡礼者）』など、多数の小説を発表した。玄は、理念的戦いの傷を治癒するために努力する作家として知られている。個人の生を描き、歴史的事件の真実を探求してヒューマニズムと事実主義を具現していると評価されている。

## 年譜
- 1940年2月17日、済州市に生まれる[1]。
- 1985年、第5回緑園文学賞受賞。
- 1990年、第35回現代文学賞受賞。
- 1992年、大韓民国文学賞受賞。

## 代表作品
- 1984年、용마의 꿈（竜馬の夢）[3][4]
- 1987年、닳아지는 세월（すり減る歳月）
- 1989年、무지개는 일곱 색이어서 아름답다（虹は七色なので美しい）
- 1990年、신열（身熱）
- 1990年、투명한 어둠（透明な暗闇）
- 1993年、껍질과 속살(皮と肌)、회색도시（灰色都市）
- 1994年、한라산（漢拏山）
- 1999年、벌거벗은 순례자（丸裸の巡礼者）
- 2001年、관계（関係）
- 2009年、나의 집을 떠나며（我が家を離れて）
- 2010年、다들 어디로 갔을까（皆どこにいったのか）
- 2011年、유리벽（ガラスの壁）
- 2012年、낯선 숲으로 난 길（見知らぬ森への道）、숲의 왕국（森の王国）